# Alton, Staffordshire
Alton är en ort och en civil parish i Storbritannien.   Den ligger i grevskapet Staffordshire och riksdelen England, i den södra delen av landet, 200 km nordväst om huvudstaden London. Alton ligger 143 meter över havet och antalet invånare är 1 243.
Terrängen runt Alton är platt åt sydväst, men åt nordost är den kuperad. Terrängen runt Alton sluttar söderut. Runt Alton är det ganska tätbefolkat, med 230 invånare per kvadratkilometer. Närmaste större samhälle är Leek, 17,9 km nordväst om Alton. Trakten runt Alton består i huvudsak av gräsmarker.